# François Muleka
François Muleka, nome artístico de Francisco Modesto Muleka Ngoy (Brasília, 22 de março de 1985), é um cantor, compositor e multi-instrumentista brasileiro de origem congolesa. O artista já lançou quatro álbuns autorais e em 2017 sua obra em coautoria com Marissol Mwaba (que também é irmã de François), "Notícias de Salvador", ficou conhecida na voz de Luedji Luna.

## História e carreira artística
François Muleka é um artista brasileiro, filho de africanos da República Democrática do Congo que faz músicas no Brasil em português e outras línguas existentes ou inventadas, para pessoas de todo o mundo. Suas influências são diversas e de versos dos mais variados, passado por enlatados americanos dos anos 80/90, passando por um panorama eclético da música de norte a sul da África e incluindo canções famosas de novelas televisivas dos anos 90. Além de sua carreira solo, desenvolve parcerias com músicos da cena catarinense, incluindo participações com sua irmã Marissol Mwaba, além de Dandara Manoela e outos artistas.
O álbum de estreia de François Muleka foi “Karibu”, homônimo do trio, lançado no final de 2012, e a primeira experiência discográfica do grupo que contou com participação de alguns amigos próximos. “As coisas que descobrimos nele aplicamos no CD “Feijão e Sonho”. Definimos melhor os papéis no disco, agregamos mais gente para tocar e para compor o material gráfico. A ideia é que a cada novo trabalho possamos aprender a lidar com estas coisas do mundo musical pós-composição”.
Figura ímpar recém-chegada na cena de São Paulo, François Muleka é um artista de estilo livre adepto a várias linguagens e que atua como artista visual, cantor, compositor e pluri-instrumentista, tendo lançado os discos Karibu (2013), com o Trio Karibu, Feijão e Sonho (2015), Caruagem (2018), Fauno Aflora (2016) e Algorítmico (2021); além de ter dirigido trabalhos de artistas como Marissol Mwaba e Ipomea Urutau. O artista ainda tem um EP: Ovo (2020) e um single Desempenho (2020). Além desses trabalhos, François realizou diversas colaborações, que segundo ele sempre surgiram do afeto e incluem uma participação em um disco de Chico César e os arranjos de violão no disco de estreia da cantora Luedji Luna, Um Corpo no Mundo de 2017. Além disso, fez partição na faixa "Notícias de Salvador" no disco de Luedji Luna, música de sua autoria com coatoria de Marissol Mwaba.
Em 2018 circulou com a exposição Psicodelicado, que consta de enigmáticos trocadilhos imagéticos em nanquim e aquarela que revelam zonas de tensão travadas entre os diversos níveis de leitura de imagens entrelaçadas, em que figuram seres a que chama “a pessoas da parede”. O baixo elétrico é seu instrumento de coração e o levou a eventos prestigiados como a Mostra Cantautores e o 
. François já colaborou em palco com outros artistas importantes do cenário brasileiro e internacional tais como Alpha Petulay, Alegre Corrêa, Filó Machado, O Teatro Mágico, Luciana Melo, Paulo Calasans e Ana Paula da Silva, entre outres. Dedica-se, também, a ministrar oficinas abordando processos criativos. 

## Discografia

### Álbuns
| Ano  | Título         | Vendas    | Vendas Certificadas |
| ---- | -------------- | --------- | ------------------- |
| 2015 | Feijão e Sonho | Sem dados | Sem dados           |
| 2016 | Fauno Aflora   | sem dados | sem dados           |
| 2018 | Caruagem       | sem dados | sem dados           |
| 2021 | Agorítimico    | sem dados | sem dados           |

### Singles/EPs
| Ano  | Título     | Vendas    | Vendas Certificadas |
| ---- | ---------- | --------- | ------------------- |
| 2020 | Ovo        | sem dados | sem dados           |
| 2020 | Desempenho | sem dados | sem dados           |

### Vídeoclipes
| Ano  | Título                                       | Vendas    | Vendas Certificadas |
| ---- | -------------------------------------------- | --------- | ------------------- |
| 2014 | Entrando no País das Maravilhas (REC'n'Play) | sem dados | sem dados           |
| 2014 | Clarear-Me (Sofar Florianópolis)             | sem dados | sem dados           |
| 2014 | Desempenho                                   | sem dados | sem dados           |